# جنگ نفت‌کش‌ها
جنگ نفت‌کش‌ها به مجموعه عملیات نظامی (هوا- دریا) بین سال‌های ۱۹۸۵ (١٣۶٣ خورشیدی) تا ۱۹۸۸ (١٣۶۶ خورشیدی) در خلیج فارس و در طول جنگ ایران و عراق گویند که طرفین درگیر جنگ و نیروی دریایی آمریکا (۲۴ ژوئیه ۱۹۸۷ تا ۲۶ سپتامبر ۱۹۸۸) علیه کشتی‌های تجاری و نظامی یکدیگر به کار می‌بستند. هدف عراق از به‌راه انداختن این جنگ جلوگیری از صادرات نفت ایران بود، اما در این کار شکست خورد. آمریکا نیز در این جنگ عملیاتی را در راستای ضربه زدن به ایران در مقابل عملیات مین گذاری مسیرهای بین‌المللی دریایی توسط سپاه پاسداران انقلاب اسلامی انجام داد. کشورهای عرب حوزه خلیج فارس نیز سعی کردند با در انزوا قرار دادن اقتصادی و سیاسی به ایران فشار وارد کنند. این نبرد در ۸ اوت ۱۹۸۸ با اعلام آتش‌بس دوجانبه خاتمه یافت. این جنگ بعد از نبردهای دریایی جنگ جهانی دوم دومین نبرد بزرگ دریایی قرن بیستم به‌شمار می‌رود که آمریکا در آن درگیر شده است. در پایان این نبرد، ایران و عراق هرکدام به دلایل مخصوص به خود نتوانستند به طرف مقابل ضربه کاری وارد نمایند. ایران به دلیل نداشتن هواپیماهای کافی و عراق نیز به دلیل ضعف مهارتی خلبانانش. وحشت خلبانان عراقی از رویارویی با سامانه‌های پدافند هوایی ایران موجب می‌شد که آن‌ها از ارتفاع بالاتری اقدام به بمباران نمایند که به دلیل نداشتن مهارت و آموزش کافی، بیشتر بمب‌ها و موشک‌ها به هدف اصابت نمی‌کرد و این موضوع قدرت حملات هوایی عراق را کاهش داده بود. در این نبرد بین ۴۱۱ تا ۵۴۳ کشتی از انواع گوناگون مورد حمله قرار گرفتند.

## حساسیت نبرد
تأمین ۷٪ نفت مورد نیاز آمریکا، ۲۵٪ نفت اروپای غربی و ۶۰٪ نفت ژاپن، از طریق منابع نفتی کشورهای حوزه خلیج فارس میسر بود. بر این اساس آمریکا سعی می‌کرد از طریق حضور نظامی فعال در این منطقه امنیت صادرات نفت مورد نیازش را تأمین کند.
با حمله عراق به نفت‌کش‌ها، ایران از سه طریق تحت فشار فزاینده قرار می‌گرفت:
الف-کاهش درآمد نفتی از طریق محدود شدن صدور نفت
ب-افزایش هزینه‌های تولید و صدور نفت به دلیل انهدام منابع و پایانه‌های نفتی و افزایش حق بیمه نفت‌کش‌های خارجی
ج-دسیسه کشورهای صادرکننده نفت به ویژه عربستان سعودی و کویت در افزایش صدور نفت و کاهش قیمت آن. این روند تا آن‌جا پیش رفت که با وجود کاهش صادرات نفت از خلیج فارس قیمت نفت که در سال ۱۳۵۹ بشکه‌ای ۴۱ دلار بود، در سال‌های پایانی جنگ به ۱۵ دلار و در سال ۱۳۶۵ که یکی از سال‌های بحرانی جنگ بود تا ۸ دلار هم کاهش یافت.

## نقش سوریه
سوریه خط لوله نفت کرکوک را که از خاکش می‌گذشت و به لبنان می‌رسید مسدود کرد و با این عمل صادرات نفت عراق تقریباً به نصف کاهش یافت. از صادرات نفت عراق از طریق خاک این کشور به دریایی مدیترانه جلوگیری به عمل آورد. در پی این اقدام سوریه، عربستان سعودی خط لولهٔ جدیدی از شهر الزبیر عراق به شهر ینبع در ۳۵۰ کیلومتری ریاض احداث کرد که منجر به بارگیری نفت عراق از سواحل دریای سرخ گردید. ترکیه نیز برای کمک به صادرات نفت عراق، اقدامی مشابه را در کشورش انجام داد.

## سالشمار جنگ

### ۱۹۸۱–۱۹۸۳
در سال ۱۹۸۱ عراق در مرحله اول به کشتیهای غیرنظامی ایران که وظیفه واردات کالاهای نظامی پشتیبانی جنگ را به عهده داشتند حمله هوایی کرد. در مرحله بعد این حملات کلیهٔ کشتی‌های تجاری ایران را نیز شامل شد. عراق حملاتش را با کمک جنگنده‌های داسو میراژ اف۱ و هلیکوپتر سوپر فرلون که مجهز به موشکهای اگزوسه بود و میگ-۲۳ انجام می‌داد. این سلسله حملات تا سال ۱۹۸۳ ادامه پیدا کرد. اما ایران در این میان اقدام خاصی برای مقابله با این حملات انجام نداد.
در ۳۰ می ۱۹۸۲ نفت‌کش اطلس متعلق به ترکیه در حال صادرات نفت ایران، اولین نفت‌کش خارجی بود که در خلیج فارس توسط هواپیماهای عراق بمباران شد و آسیب دید.
در تاریخ ۱۸ دسامبر ۱۹۸۲ نفت‌کش یونانی اسکپمانت (به انگلیسی: Scapmount) در حالی که در حال صادرات نفت ایران بود مورد حمله یک عدد موشک اگزوست عراق قرار گرفت و آسیب جدی دید. آسیب‌دیدگی به‌حدی بود که کشتی از ادامه سرویس‌دهی بازماند و کشتی غیرقابل استفاده گردید.
از سال ۱۹۸۱ تا ۱۹۸۳ مجموعاً ۴۸ کشتی تجاری مورد حمله قرار گرفت.

### ۱۹۸۴

اف-۱۴ تام‌کت نیروی هوایی ایران با رنگ‌آمیزی استتاری مخصوص پرواز بر فراز دریا در حال گشتزنی در اطراف جزیره خارگ

جنگ نفت‌کش‌ها در سال ۱۹۸۴ به مرحله جدیدی گام نهاد. عراق با اجاره ۵ فروند هواپیمای داسو سوپر اتاندارد نیروی دریایی فرانسه برد حملات خود را افزایش داد. در این سال جنگنده‌های عراق با حمله به تأسیسات نفتی جزیره خارگ و نفت‌کشهای موجود در اسکله آن، صادرات نفت ایران را با خطر مواجه ساختند. شرکت‌های بین‌المللی بیمه که تا این زمان نفت‌کش‌های خریدار نفت ایران را بیمه می‌کردند با افزایش حملات عراق از این کار سرباز زدند و ایران مجبور شد که نفت تحویلی به مشتری‌های خارجی خود را در مسافت دورتری از ناحیه خطر تحویل دهد؛ بنابراین در ابتدا، نفت خام که در جزیره خارگ به نفت‌کش‌ها تزریق می‌شد بعد از حملات به خارگ، محل تحویل نفت، به جزیره سیری تغییر پیدا کرد؛ با شروع حملات به جزیره سیری در سال ۱۳۶۵، نفت‌ها در تنگه هرمز و در روی دریا (به صورت کشتی به کشتی) به مشتری‌ها تحویل داده می‌شد.
به تلافی این حملات، نیروی هوایی ایران با کمک موشکهای هوا به سطح از نوع خا-۲۵ و ای‌جی‌ام-۶۵ ماوریک شروع به حمله به کشتی‌های کوچک عراقی کرد. این موشک‌ها که بیشتر برای اهداف زمینی مناسب بودند نمی‌توانستند آسیب جدی به کشتی‌ها وارد آورند؛ ولی دستاورد این حملات ایجاد رعب و وحشت نزد ناوگان کشتی‌های عراق و سلب امنیت و آرامش از آن‌ها بود. نیروی دریایی ایران نیز نفت‌کش‌های کویت را مورد حمله قرار داد. به این خاطر که می‌توانست از این طریق کویت و عربستان سعودی را تحت فشار قرار دهد تا از کمک‌های فراوان مالی، نظامی و تجاری خود به عراق دست بردارند. ایران برای در امان ماندن نفت‌کش‌هایش صادرات نفت خود را از جزیره لارک در تنگه هرمز ادامه داد.
در ۵ ژوئن ۱۹۸۴ عربستان سعودی در جهت فشار بر ایران برای پایان دادن به عملیات‌های نظامیش در خلیج فارس، یک فروند جنگنده مک‌دانل داگلاس اف-۴ فانتوم ۲ ایران را به خلبانی همایون حکمتی و کمک‌خلبانی سیروس کریمی در خلیج فارس توسط یک فروند جنگنده مک‌دانل داگلاس اف-۱۵ ایگل منهدم ساخت. بعد از این حمله، ایران یک نفت‌کش کویتی را در نزدیکی سواحل قطر مورد حمله هوایی قرار داد. عربستان نیز به جنگنده‌های عراقی اجازه داد که بتوانند در طول نوار ساحلی این کشور به پرواز درآیند و سپس به سمت شمال و کشتی‌های هدف حمله کنند.
تنها در سال ۱۹۸۴، ۷۱ کشتی تجاری مورد حمله قرار گرفتند.

### ۱۹۸۵–۱۹۸۶
از آوریل ۱۹۸۵ (فروردین ۱۳۶۴) حملات عراق با شدت و قدرت بسیار بیشتر همراه شد و تأسیسات جزیره خارگ هدف اصلی حملات هوایی جنگنده‌های عراقی شد. در پی حملات ماه‌های اولیه خسارت‌های بسیار سنگینی به پایانه‌های نفتی جزیره خارگ وارد شد، به‌طوری‌که اکبر هاشمی رفسنجانی از اشراف اطلاعاتی هواپیماهای عراق به وضعیت دفاع هوایی این منطقه به شدت گلایه کرد.

بعد از سال ۱۹۸۴ ایران تلاش کرد برای مقابله با حملات و فشارهای عراق و متحدانش از حق حاکمیت ایران بر تنگه هرمز استفاده کند و نظارت بیشتری بر عبور و مرور کشتی‌ها داشته باشد تا مانع از رسیدن کمک‌های تسلیحاتی به ارتش صدام شود. این کار مداخله مستقیم نظامی کشورهای غربی علیه ایران را به دنبال داشت. در نهایت تهران اعلام داشت:
اگر ما از صادرات نفت محروم شویم تمامی خلیج فارس محروم خواهند شد.
به دنبال این هشدار ناوگان‌های آمریکا و ناتو برگشت زنی خود در آبهای منطقه افزودند. یک ماه بعد شش کشور عضو شورای همکاری خلیج فارس با راهنمایی آمریکا و اطمینان از حمایت سیاسی آنها، در نامه‌ای به رئیس شورای امنیت سازمان ملل متحد تجاوز ایران به آزادی کشتیرانی را تهدید علیه ثبات و امنیت منطقه و خطر جدی نسبت به صلح و امنیت بین‌المللی دانسته و خواستار تشکیل جلسه فوری شورا شدند. شورای امنیت نیز با تصویب طرح قطعنامه پیشنهادی شش کشور شورای همکاری در قالب قطعنامه ۵۲۲ حمله به کشتی‌های تجاری را محکوم کرد و بی‌توجه به دخالت نظامی اعراب و غربی‌ها و همچنین حملات عراق، به‌طور تلویحی ایران را مسئول این حملات دانست.
نیروی دریایی سپاه با طرح‌ریزی و انجام عملیات عملیات کربلای ۳ در تاریخ ۱۰شهریور ۱۳۶۵ توانست بخش اعظم پایانه‌های نفتی البکر و العمیه عراق را نابود سازد و صادرات نفت عراق را با مشکل روبرو کند.
در تاریخ ۱۴ فوریه ۱۹۸۵ نفت‌کش لیبیایی نپتونیا (به انگلیسی: Neptunia) در حال صادرات نفت ایران مورد اصابت موشک اگزوسه عراق قرار گرفت و موتورخانه‌اش منفجر شد. این نفت‌کش ۳ روز بعد در دریا غرق شد. این نفت‌کش اولین کشتی غرق‌شده در این نبرد به‌شمار می‌رود.
نیروی دریایی سپاه پاسداران در سال ۱۹۸۶ تصمیم به اجرای بلوکه کردن تنگه هرمز برای عبور هر نوع کشتی خارجی را گرفت. این نیرو زمانی که قصد اجرای این عملیات داشت در آخرین لحظات قبل از حمله به اولین هدف خود ناوچه یواس‌اس استارک، با دستور مستقیم سید روح‌الله خمینی از این کار منع شد. به دلیل گسترش روزافزون برد عملیاتی هواپیماهای پیشرفته اهدایی به عراق، ایران از سال ۱۹۸۶ تصمیم به ایجاد یک خط لوله نفت گرفت که نفت خلیج فارس را به بندرعباس منتقل کند و کشتی‌های نفت‌کش بتوانند از این بندر که خارج از محدوده عملیات عراق بود نفت را بارگیری کنند. این پروژه ۳ سال طول کشید و ایران نتوانست در زمان جنگ از آن بهره‌برداری کند.

### ۱۹۸۷
در این سال ایران با خرید موشک خشکی به دریای ضد کشتی کرم ابریشم توانست دامنه حملات خود را به کشتی‌های جنگی عراق نیز گسترش دهد. به دنبال به‌کارگیری این موشک از جانب ایران، کویت از آمریکا درخواست کرد تا از نفت‌کش‌های آن کشور در مقابل حملات احتمالی موشک‌های ایران محافظت نماید. آمریکا در ابتدا از پذیرش این درخواست سرباز زد. اما وقتی پافشاری کویت را در این کار، با پیشنهاد این کار از جانب کویت به شوروی مشاهده کرد، با اسکورت نفت‌کش‌های کویتی تحت پرچم آمریکا موافقت کرد. آمریکا این کار را به جهت جلوگیری از نفوذ شوروی در منطقه خلیج فارس انجام داد.
در ۱۷ می ۱۹۸۷ یک فروند جنگنده داسو میراژ اف۱ عراق ناو یواس‌اس استارک آمریکا را با دو فروند موشک اگزوست مورد حمله قرار داد و موجب کشته شدن ۳۷ نظامی آمریکایی گردید. شواهد از اشتباه نیروی هوایی عراق در شناسایی ملیت این ناو خبر می‌دهند.
ایران در اکتبر ۱۹۸۷ موفق شد توسط موشکهای کرم ابریشم پایانهٔ نفتی البکر را منهدم کند و صادرات نفت عراق را از این اسکله متوقف سازد. در همان زمان، آمریکایی‌ها با حمله به قایق‌های سپاه پاسداران در جزیره فارسی، خساراتی به بار آوردند و چند نفر از نظامیان سپاه پاسداران را ربودند. یکی از آنها، نادر مهدوی، مجری عملیات مین‌گذاری نفت‌کش بریجتون بود که چند روز پس از اسارت، زیر شکنجه نیروهای آمریکایی کشته شد. بعد از این اتفاق، ایران تصمیم گرفت که در مقابله با نیروهای آمریکایی، احتیاط عمل بیشتری را به کار بندد.

### ۱۹۸۸

در طول جنگ نفت‌کش‌ها، نیروی دریایی آمریکا گاهی از بمب‌های خوشه‌ای برای هدف قرار دادن قایقهای پرتعداد و تندروی نیروی دریایی سپاه استفاده می‌کرد.

در ۱۸ آوریل سال ۱۹۸۸ نیروی دریایی ایالات متحده عملیات آخوندک را علیه نیروهای فعال ایرانی در خلیج فارس اجرا نمود. در بخشی از این درگیری‌ها نیروی ایالات متحده در پاسخ به حمله موشکی ایران به یک سکوی نفت کویتی، دو سکوی نفتی ایران در خلیج فارس را منهدم نمود. در اوج درگیری‌ها دو ناوچه نیروی دریایی ایران، سهند و سبلان، که برای دفاع از سکوهای مزبور وارد عمل شده بودند مورد هدف قرار گرفتند.
در ۳ ژوئیه ۱۹۸۸ ناو یواس‌اس وینسنس آمریکا هواپیمای ایرباس ای۳۰۰ مسافربری ایران به شماره پروازی ۶۵۵ ایران ایر را مورد اصابت دو فروند موشک ریم-۶۶ استاندارد قرار داد و منهدم کرد. در این حادثه ۲۹۰ نفر مسافر جان خود را از دست دادند. با این اقدام سپاه اقدام به مین‌گذاری وسیع دریایی در خلیج فارس و بازرسی کشتی‌هایی که تحت مالکیت یا اجارهٔ کشورهای حامی عراق بودند نمود. بر اثر این اقدام چندین کشتی نظامی و تجاری متعلق به کشورهای حامی عراق و از جمله آمریکا آسیب دیدند پایگاه یکم دریایی سپاه که در جزیرهٔ ابوموسی واقع شده بود به فرماندهی مصطفی نصر نقشی اساسی در این عملیات‌ها به عهده داشت. آمریکا نیز در ادامه حملاتش چندین عملیات دریایی علیه کشتی‌های جنگی و سکوهای نفتی ایران انجام داد. آمریکا در این حملات توسط هواپیماهای گرومن ای-۶ اینترودر از بمب‌های خوشه‌ای علیه کشتی‌ها و قایق‌های تندروی ایرانی استفاده می‌کرد.
در این سال خلیج فارس از هر زمان دیگر حساس‌تر شده بود. حداقل ۱۰ ناوگان دریایی کشورهای غربی و ۸ ناوگان دریایی کشورهای منطقه در خلیج فارس و تنگه هرمز حضور داشتند و هم جبهه با صدام علیه ایران می‌جنگیدند.

## پیامدهای زیست‌محیطی جنگ نفت‌کش‌ها
این آلودگی نفتی بی‌سابقه بیشترین خسارات را به کشورهای بحرین، قطر، کویت و عربستان سعودی وارد آورد و آن‌ها را با کمبود آب آشامیدنی و ماهی روبرو کرد. بسیاری از کارخانجات تصفیه آب این کشورها تعطیل شدند. همچنین بسیاری از جانداران دریایی خلیج فارس از گونه‌های گاو دریایی، لاک‌پشت، دلفین، مار آبی و پرندگان نابود شدند. بر اساس برآورد کارشناسان، در بین سال‌های ۸۷–۱۹۸۰، ۲۸٪ از نفت استخراج شده از چاه‌های نفت کشورهای حوزه خلیج فارس به هدر می‌رفت. جمهوری اسلامی ایران، رژیم عراق را متهم به نقض مادهٔ ۳۵ پروتکل ۱۹۷۷ الحاقی به کنوانسیون ژنو کرد.

## بعد از نبرد
- ایران و عراق بیش از نیمی از حملاتشان را در این جنگ با استفاده از موشک ضد کشتی انجام دادند.
- عراق ۸۰٪ حملاتش را علیه کشتی‌های تجاری انجام داد.
- ۶۱٪ کشتی‌های مورد حمله قرار گرفته در این نبرد از نوع کشتی نفت‌کش بوده‌اند. از مجموع ۲۳۹ نفت‌کش مورد حمله واقع شده، تعداد ۵۵ عدد غرق یا از رده خارج شدند.
- ۳۹٪ کشتی‌های فله‌بر و ۳۴٪ کشتی‌های باری مورد حمله واقع شده غرق شدند.
- نیروی دریایی آمریکا در این نبرد مجموعاً ۱۲۷ عملیات دریایی انجام داد و در طی آن‌ها ۱۸۸ کشتی کویتی را که نفت عراق را صادر می‌کردند اسکورت کرد.[۱۲]

| آمار حملات انجام شده به کشتیهای تجاری در طول جنگ نفت‌کش‌ها | آمار حملات انجام شده به کشتیهای تجاری در طول جنگ نفت‌کش‌ها | آمار حملات انجام شده به کشتیهای تجاری در طول جنگ نفت‌کش‌ها | آمار حملات انجام شده به کشتیهای تجاری در طول جنگ نفت‌کش‌ها | آمار حملات انجام شده به کشتیهای تجاری در طول جنگ نفت‌کش‌ها | آمار حملات انجام شده به کشتیهای تجاری در طول جنگ نفت‌کش‌ها | آمار حملات انجام شده به کشتیهای تجاری در طول جنگ نفت‌کش‌ها | آمار حملات انجام شده به کشتیهای تجاری در طول جنگ نفت‌کش‌ها | آمار حملات انجام شده به کشتیهای تجاری در طول جنگ نفت‌کش‌ها | آمار حملات انجام شده به کشتیهای تجاری در طول جنگ نفت‌کش‌ها |
| مهاجم/سال                                                | ۱۹۸۱                                                     | ۱۹۸۲                                                     | ۱۹۸۳                                                     | ۱۹۸۴                                                     | ۱۹۸۵                                                     | ۱۹۸۶                                                     | ۱۹۸۷                                                     | ۱۹۸۸                                                     | مجموع                                                    |
| -------------------------------------------------------- | -------------------------------------------------------- | -------------------------------------------------------- | -------------------------------------------------------- | -------------------------------------------------------- | -------------------------------------------------------- | -------------------------------------------------------- | -------------------------------------------------------- | -------------------------------------------------------- | -------------------------------------------------------- |
| عراق                                                     | ۵                                                        | ۲۲                                                       | ۱۶                                                       | ۵۳                                                       | ۳۳                                                       | ۶۶                                                       | ۸۹                                                       | ۳۸                                                       | ۳۲۲                                                      |
| ایران                                                    | ۰                                                        | ۰                                                        | ۰                                                        | ۱۸                                                       | ۱۴                                                       | ۴۵                                                       | ۹۲                                                       | ۵۲                                                       | ۲۲۱                                                      |
| مجموع                                                    | ۵                                                        | ۲۲                                                       | ۱۶                                                       | ۷۱                                                       | ۴۷                                                       | ۱۱۱                                                      | ۱۸۱                                                      | ۹۰                                                       | ۵۴۳                                                      |